# Jens Christian Hauge
Jens Christian Hauge, född 15 maj 1915 i Aker, Akershus fylke, död 30 oktober 2006 i Oslo, var en norsk motståndskämpe och politiker (Arbeiderpartiet). Han var bland annat ledare för den hemliga militära organisationen Milorg under andra världskriget.
Hauge var utbildad jurist. Hauge anslöt sig till motståndsrörelsen 1941, året efter Nazitysklands ockupation av Norge. Efter segern 1945 blev han vid 30 års ålder Norges genom tiderna yngste försvarsminister, en post han innehade fram till 1952 i regeringarna Gerhardsen respektive Torp. Som försvarsminister förespråkade han bland annat norskt medlemskapet i NATO.
Hauge var en mycket respekterad person i Norge, inte minst tack vare sin hjältestatus från krigsåren. Hans inflytande och arbete sträckte sig också utanför den rent politiska sfären. Han var exempelvis en av de drivande krafterna bakom skapandet av både Statoil och SAS. Han var styrelseordförande i Statoil 1972-74 och tillhörde SAS ledning 1962-83.
År 1995 tilldelades Hauge Norges högsta civila utmärkelse, Medaljen for borgerdåd i guld.